# Der Pfaffe Amis
Der Pfaffe Amis (mittelhochdeutsch der pfaf/pfaff/e Amîs/Ameis/Amys/Ameys) ist der erste mittelhochdeutsche Schwankroman. Sein Autor, der Stricker, mhd. der Strickære, war vermutlich in Österreich beheimatet und schrieb den Roman um 1240.
Die Erzählung handelt von den Betrügereien eines Geistlichen, des Pfaffen Amis, der in England lebt. Er wird als großzügiger Mensch beschrieben, der es liebt, viele Gäste in seinem Hause unterzubringen und diese mit Speis und Trank zu versorgen.
Der Pfaffe Amis ist ein satirischer und provokativer Text, da der Geistliche als ehrenhaft und lobenswert bezeichnet wird, obwohl er sich durch seine Betrügereien permanent entgegen den christlichen Werten verhält.
Der Roman lieferte die Vorlage für weitere Schwankromane des Spätmittelalters, unter anderem dem Ulenspiegel, eher bekannt als Till Eulenspiegel.

## Inhalt

### Handlung

#### Prolog (cpg 341, VV 1–54)
Zu Beginn der Erzählung wird ein hohes Lob auf die guten alten Zeiten ausgesprochen, in denen noch Freude und Wahrheit in der Gesellschaft vorherrschten. Nun habe sich dieses dadurch ins Gegenteil verkehrt, dass der Pfaffe Amis als erster Mensch das Lügen und Betrügen in die Welt gebracht habe.

#### Hauptteil (cpg 341, VV 55–2244)
In der ersten Episode muss der Pfaffe Amis eine Bewährungsprobe gegenüber einem Bischof bestehen. Dieser ist neidisch auf Amis’ Besitz und will ihm diesen streitig machen. So muss sich der Pfaffe Amis den prüfenden Fangfragen des Bischofs stellen. Der Bischof kann gegen die Antworten nichts einwenden. In einer abschließenden Aufgabe gelingt es dem Pfaffen durch geschickte Manipulation sogar, den Bischof davon zu überzeugen, dass er einem Esel das Lesen beigebracht habe. Dieses überzeugt den Bischof davon, dass der Pfaffe Amis sein Hab und Gut rechtmäßig besitzt. Kurze Zeit später stirbt der Bischof. Die finanziellen Mittel des Pfaffen werden knapp, so dass er zu überlegen beginnt, wie er nun an Reichtum gelangen kann, um seinen Haushalt aufrechterhalten zu können. Durch seinen Erfolg aus der ersten Episode ist er motiviert, seine Klugheit weiterhin zum Gelderwerb einzusetzen. Er sammelt nun alle Dinge zusammen, die Priester, Maler und Ärzte benötigen, um in deren Rollen schlüpfen zu können.
Amis geht zu einem Kirchweihfest und möchte dort das Evangelium verlesen. Er bietet dem Pfarrer dafür die Hälfte der Kollekte an. In der Predigt stellt Amis die Bedingung, dass nur diejenigen für die Kollekte spenden dürften, die noch nie fremdgegangen sind. Um nicht in Verruf zu geraten, spendeten alle Anwesenden reichlich. Dasselbe geschieht auf weiteren Kirchweihen. Amis kann so seinen Haushalt vorerst wieder retten, hält aber Ausschau nach weiteren Ertragsmöglichkeiten.
Amis reitet nach Paris und gibt sich beim dortigen König als Maler aus. Er würde dem König die Wände eines Saals derart bemalen, dass das Gemälde nur von ehelich geborenen Menschen gesehen werden könne. Nach erfolgreicher Preisverhandlung lässt sich Amis für sechs Wochen Essen bringen, tut aber nichts. Niemand darf den Saal betreten. Der König verbreitet die Kunde. Wer das Bild nicht sehe, dem würden seine Lehen entzogen. Nach Ablauf der Zeit betreten zuerst der König und später die Ritter des Königs den Saal. Sie sollen alle dem Pfaffen etwas für den Anblick der Bilder zahlen. Niemand gibt zu, dass er keine Gemälde erkennen kann, und so kann sich Amis mit seiner Beute wegstehlen. Den Ertrag schickt er umgehend nach Hause. Der Betrug fliegt erst einen Tag später auf.
Amis reitet nach Lothringen. Er gibt sich bei einem Herzog als Arzt aus. Dieses kommt dem Herzog gelegen, denn es gibt dort Kranke, die geheilt werden müssen. Amis soll sein Geld bekommen, wenn die Kranken dem Herzog ihre Heilung bestätigten. 20 Kranke werden herbeigeführt. Amis verspricht, dass sie geheilt würden, wenn sie eine Woche lang über die Art der Behandlung Stillschweigen bewahren. Nun sollen sich die Kranken darüber einigen, wer der Kränkste von allen sei. Diesen würde Amis persönlich töten, um mit dem Blut die anderen Kranken zu heilen. Nach kurzer Überlegung behaupten alle aus Angst, dass sie umgebracht werden, dass es ihnen an nichts fehle. Sie teilen es dem Herzog mit, und Amis bekommt 300 Mark Silber ausgezahlt. Amis reitet weiter nach England, erst dann klären die Kranken den Herzog über die Wahrheit auf.
Amis predigt weiter auf verschiedenen Kirchweihen. Täglich schickt er einen Gehilfen aus, um eine besonders naive Bäuerin zu finden. Als er erfolgreich ist, lässt Amis durch den Gehilfen ausrichten, dass er bei ihr übernachten möchte. Durch den guten Ruf ist die Bäuerin gewillt, ihm zu helfen. Der Gehilfe soll den Hahn des Bauernhofs beschauen, um einen gleich aussehenden Hahn zu erwerben. Dieser wird in einem Traggestell versteckt, das Amis mit zum Bauernhof nimmt. Er befiehlt der Bäuerin, ihren Hahn zu schlachten, und behauptet, dass Gott ihn ihr ersetzen wird. Amis bekommt den Hahn zur Speise aufgetischt. Nachts stellt er heimlich den gekauften Hahn an die alte Stelle des letzten Hahns. Die Bäuerin sieht den Hahn am nächsten Tag und denkt, es sei ihr alter Hahn, der nun auferstanden sei. Sie berichtet allen Leuten von diesem vermeintlichen Wunder. Amis hält eine kleine Messe und bekommt 60 Mark. Noch vor Sonnenaufgang bricht er auf.
Nun reitet Amis von Gastgeber zu Gastgeber weiter. Sein Gehilfe holt im Voraus Informationen über den Besitz und das Leben der zu besuchenden Person ein. Als Amis dann, wie ein Wahrsager, den Leuten etwas über sie erzählt, wird er mit vielen Gaben überhäuft, weil sie ihn für einen Heiligen halten.
An einem Freitag gelangt Amis an einen Bauernhof. Er hat Fische bei sich und setzt sie in den Brunnen. Daraufhin geht er zu dem einfältigen Bauern, um bei ihm zu speisen. Amis verlangt nach Fisch und sagt, er wolle nichts anderes essen. Der Bauer sagt, er habe keinen Fisch, und Amis verweist ihn auf den Brunnen. Als der Bauer die neuen Fische im Brunnen entdeckt, hält er es für ein Wunder und sagt allen Leute, dass sie dem Pfaffen spenden sollen. Amis bekommt zehn Pfund und erlässt den Anwesenden ihre Sünden. Er reitet davon und schickt das Geld nach Hause.
Amis lässt sich bei einer leichtgläubigen Rittersfrau einquartieren. Beim Abschied schenkt die Frau ihm ein wertvolles Tuch, da sie seine heilbringende Kraft zu spüren vermeint. Als ihr Mann nach Hause kommt und sie ihm vom Pfaffen erzählt, mahnt der Ritter sie wegen ihrer Dummheit und reitet Amis hinterher. Amis, der mit der Ankunft des Ritters gerechnet und das Tuch mit einem glimmenden Stück Holz präpariert hat, muss dem Ritter das Tuch zurückgeben. Dieser macht sich auf den Weg nach Hause. Doch als das Tuch zu brennen beginnt, glaubt der Ritter, dass dieses deshalb geschieht, weil es Sünde war, dem Pfaffen das Tuch zu entreißen. Sofort reitet er zurück zum Pfaffen, bittet ihn um Gnade und will ihm den Wert des Tuchs doppelt ersetzen. Zuhause verpfänden der Ritter und seine Frau ihre Kleider und geben Amis zehn Pfund. Der Ritter erzählt den Bauern von dem Vorfall, und alle lassen sich gegen Geld in die Fürbitte des Pfaffen einschließen. Amis bricht wieder auf.
Überall wird Amis wohlwollend behandelt. Er soll sich in eine Stadt begeben, um dort Geld zu bekommen. Er schickt zwei Gehilfen voraus, die sich als blind und lahm ausgeben. Durch ihn werden sie scheinbar geheilt. Die Nachricht verbreitet sich schnell, alle Einwohner geben Almosen, und Amis zieht weiter.
Die bisherigen Einkünfte erscheinen Amis als zu gering, er möchte nun seinen Haushalt für immer sichern. Somit gibt er sich als Kaufmann aus. Um wohlhabend zu wirken, kauft er sich Transportkisten, die er mit wertlosem Zeug füllt, und erwirbt dafür Lasttiere. Er reist über Griechenland nach Konstantinopel. Amis nimmt sich eine Unterkunft und geht in die Stadt zu einem Laden, in dem hochwertige Seidenstoffe verkauft werden. Da er noch keine Idee hat, wie er vorgehen soll, verlässt er zunächst den Laden wieder. Draußen sieht er einen Franken, der kein Griechisch versteht. Diesem bietet Amis an, als Ersatz für einen verstorbenen Bischof Ansehen erlangen zu können. Als dieser zusagt, trägt Amis ihm auf, dass er in den kommenden drei Tagen nur „es ist wahr“ auf Griechisch sagen solle, er bräuchte noch keine Messe abzuhalten. Sie gehen in das Seidengeschäft, und Amis fragt den Inhaber, wie viele Stoffe er besorgen könne, er wolle alle kaufen. Amis behauptet, der Maurer sei ein Bischof, der sehr vermögend sei. Sie verhandeln, und der Händler soll die Stoffe zählen. Diese werden auf ein Schiff getragen und übers Meer zum Haus des Pfaffen gebracht. Amis überlässt dem Inhaber des Ladens den vermeintlichen Bischof zum Pfand. Als der Händler ungeduldig wird und am dritten Tag seinen Ärger nicht mehr zurückhalten kann, schlägt er den Maurer blutig. Alle Bürger kommen, und unter ihnen ist einer, bei dem der Maurer gearbeitet hat. Der Schwindel fliegt dadurch auf.
Amis kehrt glücklich über seinen Erfolg nach England zurück. Doch als er darüber nachdenkt, dass man in Konstantinopel so viel Geld machen kann, entschließt er sich zu einer Rückkehr dorthin. Mit seinen Gehilfen macht er sich auf den Weg und will sich ein zweites Mal als Kaufmann ausgeben. Um nicht erkannt zu werden, verkleidet er sich. In der Stadt trifft er auf einen Edelsteinhändler und möchte ihm alle Steine abkaufen. Sie einigen sich auf einen Preis. Amis sagte, dass sein Wirt alle Steine abwiegen solle, und der Händler begleitet den Pfaffen samt allen Steinen zu dessen Unterkunft. Dort wird der Händler von Amis' Gehilfen gefesselt und geknebelt. Die Abreise mit dem Schiff wird geplant. Am Abend geht Amis zu einem Arzt und bittet um Medikamente, da er den Händler als seinen Vater ausgibt, der Wahnvorstellungen habe und glaube, von ihm bestohlen worden zu sein. Sie gehen zum aufgebrachten Händler, der immer wieder in kochend heißem Wasser baden muss, bis er schwört, dass Amis ihm nichts schuldig sei. Als ein Bote losgeschickt wird, um Amis zur Bezahlung des Arztes zu bringen, ist dieser schon abgereist.

#### Epilog (cpg 341, VV 2245–2288)
Als letztendlich sein Etat absolut gesichert ist, kehrt er nach England zurück und setzt sein altes Leben fort. Nach 30 Jahren begibt er sich in ein Zisterzienserkloster. Dort vermehrte er die Besitztümer zur Freude der Klosterbrüder, wird schließlich zum Abt gewählt und erlangt das ewige Leben.

### Episoden
Im Folgenden sind die Episoden nach der Handschrift H (cpg 341) aufgeführt. Diese Anordnung der Episoden entspricht der Vulgatfassung, also der am meisten verbreiteten Fassung. Da in allen Handschriften keine Überschriften verwendet wurden, ist die aufgeführte Betitelung der einzelnen Episoden erdacht.
1. Amis und der Bischof
2. Die Kirchweihpredigt
3. Die unsichtbaren Bilder
4. Die Heilung der Kranken
5. Der auferstandene Hahn
6. Amis als Wahrsager
7. Die Fische im Brunnen
8. Das brennende Tuch
9. Wunderheilung des Blinden und Lahmen
10. Der Maurer als Bischof
11. Der Edelsteinhändler

Die Episoden sind, wie oben angedeutet, nicht in allen Bearbeitungen identisch. In den Handschriften R und Z gibt es einen zusätzlichen Schwank, der als Die Messe bezeichnet wird. Die Episoden 6 und 8 sind in der Riedegger Handschrift (R) miteinander vertauscht.

## Musterkriterien eines Schwankromans
Der Pfaffe Amis gilt sowohl strukturell als auch inhaltlich als Muster der Gattung Schwankroman. Im Folgenden werden die gattungstypischen Merkmale des Pfaffen Amis beschrieben.
Wie auch andere Schwankromane wurde der Pfaffe Amis in Versform geschrieben und besteht aus über 2200 Versen. Die Gattung des Schwankromans stellt eine Mischung aus den Gattungen Schwank, komischer Roman und Narrendichtung dar. Auch die Episodenstruktur des Pfaffen Amis ist ein typisches Merkmal des Schwankromans.
Die Struktur erinnert durch die Schreibweise in Versen an die Form der Ritterromane.
Auch inhaltlich weist der Pfaffe Amis alle Kriterien eines Schwankromans auf: Der Beginn, in diesem Fall erst nach der ersten Episode, berichtet vom Aufbruch des Protagonisten. Im Episodenteil wird eine Reihe von Abenteuern erzählt, die inhaltlich weder voneinander abhängen noch aufeinander aufbauen, so dass sie theoretisch in ihrer Reihenfolge austauschbar sind. Der Epilog berichtet von der Rückkehr des Helden.
Das Reisethema, das einen Schwankroman auszeichnet, wird hier in der Beweglichkeit und Reisefreudigkeit des Amis aufgegriffen. Die Hauptfigur bricht mit gesellschaftlichen Tabus und hebt die Gesellschaftsordnung auf, orientiert sich aber dennoch an den Normen und Werten des Adressaten und bestätigt diese. Gattungsspezifisch ist auch die Gegenüberstellung von Intelligenz und Dummheit und die gezielte Berechnung und Planung der Streiche, um daraus den eigenen Vorteil zu erlangen.
Durch das Hervorheben ideologischer Werte, hier der Freigebigkeit (mhd. milte) des Pfaffen Amis, zeigt der Roman auch inhaltlich eine Nähe zu den höfischen Romanen.

## Strategien des Pfaffen
Der Pfaffe Amis lässt sich immer wieder neue Möglichkeiten einfallen, um die Leute hereinzulegen und so an mehr Vermögen für seinen Haushalt zu gelangen. Er sucht und findet gezielt die Schwachstellen seines Opfers. Durch die Kombination von Einfältigkeit, Naivität und Eitelkeit der betroffenen Personen sowie der hohen List des Pfaffen erreicht er immer wieder, dass die Menschen ihm Geld oder wertvolle Dinge geben. Dabei geht er jeweils folgendermaßen vor: Er sucht nach einer passenden Gelegenheit für seinen Auftritt, organisiert die benötigten Hilfsmittel und spricht dann mit der zu betrügenden Person. In diesem Gespräch wird diese Person oder Personengruppe durch Verblenden und Vorspielen von Unwahrheiten dazu veranlasst, ihm eine große Menge seines Besitzes zu überlassen. Nach erfolgreichem Abschluss zieht der Pfaffe Amis weiter und verlässt den Ort, bevor sein Schwindel auffliegt.
In seinem Ideenreichtum an Betrugsmethoden zeigt sich die Figur Amis sehr vielfältig. In den folgenden Beispielen wird seine strategische Vorgehensweise anhand ausgewählter Episoden dargestellt.

### Vortäuschung von Wundern
Der Pfaffe Amis erzählt in der fünften Episode einer Bäuerin, dass sie ihre Opfergaben durch Gott zurückerhält. Durch diese Aussage veranlasst schlachtet sie ihren Hahn, um ihn zu opfern. Der Hahn wird dem Pfaffen als Mahlzeit serviert. Am nächsten Morgen findet die Bäuerin einen lebendigen, identischen Hahn vor, den Amis zuvor hat besorgen lassen. Somit bringt er die Bäuerin dazu zu glauben, dass ihr Hahn auf wundersame Weise auferstanden sei:
si sprach: „ich han ez wol vernomen:

hie ist ein zeichen geschehen.“

(Ms. germ. fol. 1062, 986–987)
Sie sprach: „Ich habe es vollständig begriffen;

hier ist ein Wunder geschehen.“
Da sie nun davon überzeugt ist, dass sie ihre Spenden immer zurückbekommt, gibt sie dem Pfaffen einen besonders großen Teil ihres Vermögens.
In der sechsten Episode wird die Frau eines Ritters vom Pfaffen Amis überzeugt, ihm ein wertvolles Tuch zu geben. Ihr Mann erkennt, dass sie auf einen Schwindel hereingefallen ist. Er folgt dem Pfaffen und will ihm das Tuch wieder abnehmen. Dieser hat mit dem Erscheinen des Ritters gerechnet und das Tuch zuvor derart präpariert, dass es in der Hand des Ritters zu brennen beginnt. Dieser hält das Feuer für ein Zeichen:
er wolte vil gewis han,

ez wære von den sünden komen

daz erz dem manne het genomen

dem ez durch got was gegeben.

(Ms. germ. fol. 1062, 1106–1109)
Er glaubte, die Gewissheit zu haben,

es sei durch die Sünde gekommen,

dass er es dem Mann weggenommen hat,

dem es von Gott gegeben war.
Somit ersetzt der Ritter dem Pfaffen das Tuch im doppelten Wert und durch weitere Spenden um seine vermeintlich begangene Sünde wieder gut zu machen.
In der siebten Episode geht der Pfaffe Amis in ein Gasthaus und besteht auf eine Fischmahlzeit. Der Wirt teilt ihm mit, dass er in der Gaststätte keine Fisch habe. Der Pfaffe macht ihn auf den Brunnen des Wirtes aufmerksam. Dieser entgegnet, es befänden sich darin keine Fische. Auf Amis' Drängen geht der Wirt schließlich doch zum Brunnen. Als er dort ankommt, entdeckt er Fische darin und hält den Pfaffen Amis für einen Heiligen.
nuo het der wirt den muot,

die vische kæmen von gote,

ditz wær ein rehter gotes bote

und wær ein heiliger man.

(Ms. germ. fol. 1062, 1224–1227)
Nun hatte der Wirt die Überzeugung,

dass die Fische von Gott kämen,

dieser ein wahrhafter Gottesbote

und ein heiliger Mann sei.
Amis hatte den Brunnen zuvor erkundet und die Fische ungesehen hineinsetzen lassen.
In allen Beispielen wird deutlich, dass Amis die Opfer seiner Betrügereien an Wunder glauben lässt. Dadurch sind diese dann derart beeindruckt, so dass sie ihn für einen wunderbringenden Menschen halten. Sie fühlen sich sofort dazu verpflichtet, der Kirche für diese vermeintlichen Zeichen etwas spenden zu müssen.

### Ausnutzung von Ängsten
Oben wurde beschrieben, wie Amis seine Beute durch das Vortäuschen von Wundern erlangt. Es gibt jedoch auch andere Episoden, in denen er seine Opfer regelrecht unter Druck setzt, indem er ihre eigenen Ängste ausnutzt:
In der Funktion als Priester in der zweiten Episode behauptet der Pfaffe Amis vor einer Gemeinde, dass er Spenden für den Bau einer Kirche sammele. Diese Spenden dürften jedoch nur von Frauen entgegengenommen werden, die bisher noch nie ein heimliches Liebesverhältnis neben der Ehe gehabt hätten.
die da tougen heten man,

die erbalten dar an

und wurden die aller ersten dar;

der opher nam er allez gar.

(Ms. germ. fol. 1062, 393–396)
Die, die einen heimlichen Geliebten hatten,

fassten darauf ihren Mut

und waren da die allerersten;

an Opfergaben nahm er alles entgegen.
Auch die treuen Frauen wollen nicht für Ehebrecherinnen gehalten werden. Alle geben reichlich, um ihre Ehre zu retten, selbst wenn sie mittellos sind:
diu niht phenninges hate,

diu entlehent in vil drate

oder ophert ein vingerlin

guldin ode silberin.

(Ms. germ. fol. 1062, 409–412)
Die, die kein Geld hatten,

die liehen sich sehr eilig etwas

oder opferten einen Fingerring,

golden oder silbern.
In der dritten Episode gibt sich der Pfaffe Amis bei einem König als Maler aus. Er behauptet, er könne Bilder malen, die von unehelichen Menschen nicht gesehen werden können. Der König will ihn dafür bezahlen, um dadurch herausfinden zu können, wer in seinem Volk nicht auf eheliche Weise geboren wurde. Für längere Zeit lässt sich Amis in einem Saal unterbringen, den er angeblich sehr kunstvoll bemalen möchte. In Wahrheit tut er nichts. Als später der König und die Gesellschaft keine Bilder an den Wänden sehen, glauben sie, dass dieses der Beweis für ihre uneheliche Herkunft ist. Niemand sagt dem anderen etwas, alle tun so, als sähen sie die Gemälde.
si vorhten, würde man gewar

daz si daz gemælde niht enkürn,

daz si ir lehen verlürn

und müesen danne verderben.

(Ms. germ. fol. 1062, 710–713)
Sie fürchteten, wenn man herausfände,

dass sie das Gemälde nicht sehen konnten,

dass sie ihre Lehen verlören

und daraufhin sterben müssen.
Der Pfaffe Amis bekommt also sein Geld für das Nichtstun, indem er den gesellschaftlichen Zwang ausnutzt. Als später der Schwindel doch noch auffliegt, ist Amis schon abgereist.
In der vierten Episode sagt der Pfaffe Amis, er sei ein Heiler, und lässt die Kranken zu sich kommen. Sie sollen eine Woche lang darüber schweigen, auf welche Weise er ihre Heilung erreicht habe. Tatsächlich heilt er sie nicht, sondern setzt sie mit folgender Forderung unter Druck: Die Kranken sollen sich darüber beratschlagen, wer von ihnen derjenige mit der schlimmsten Krankheit sei. Diesen werde der Pfaffe Amis dann töten, um dessen Blut als Heilmittel für alle anderen Kranken verwenden zu können. Nun hat jeder von ihnen Angst, ein anderer könne behaupten, ihm gehe es auch nur ein wenig besser als den anderen:
„swie kleine ich nuo gesagen kan

daz mines siehtuomes si,

es sprichet einer hie bi,

der sine si noch kleiner;

so sprichet aber einer,

der sine si zwir als kleine;

so sprechent si alle gemeine,

ich si der siechist hie;

so tœtet er mich und nert sie.

so wil ich mich behüeten e

und sprechen, mir ensi niht we.“

(Ms. germ. fol. 1062, 870–880)
„Ich kann meine Krankheit

als noch so gering ausgeben,

es spräche einer hier,

die seine sei noch geringer.

Wenn aber einer spräche,

die seine sei zweimal geringer,

so sprächen sie alle gemeinsam,

ich sei der Kränkste hier;

dann tötet er mich und heilt sie.

Also will ich mich lieber hüten

und sagen, dass mir nichts fehle.“
Aufgrund dieser Überlegungen entscheiden sich alle Kranken dafür zu sagen, dass es ihnen an nichts fehle und sie absolut gesund seien. Der Betrug fällt durch die verordnete Schweigefrist auch erst wieder dann auf, als der Pfaffe den Ort schon längst verlassen hat.
Der Aspekt der zwanghaften Notlage der betrogenen Personen wird in allen drei Beispielen deutlich. Einmal ist das gesellschaftliche Ansehen das Druckmittel, ein anderes Mal die Angst vor dem Tod. Doch in allen Episoden erreicht Amis dadurch hohe finanzielle Erträge.

## Komik des Romans
Komik wird als „die Wahrnehmung eines Konflikts widersprüchlicher Prinzipien“ und als „Einheit von Gegensinnigem, gekoppelt mit […] der Lust am Kontrast“ verstanden. Unter diesem Aspekt weist der Pfaffe Amis viele eindeutig komische Passagen auf. Die gegensätzlichen Prinzipien des Pfaffen, seine ehrenhaften Tugenden einerseits und die betrügerischen Laster andererseits, werden in den folgenden Beispielen behandelt.
Es scheint auf den ersten Blick verwunderlich, dass der Pfaffe Amis es immer wieder schafft, die Menschen auf seinen Schwindel hereinfallen zu lassen. Die betrogenen Personen mögen zunächst unglaubwürdig naiv erscheinen. Doch wie bereits oben erwähnt, erzählt der Stricker vor Beginn der Episoden dieses:
Nu saget uns der Strickære,

wer der erste man wære,

der liegen und triegen an vienc,

und sin wille vür sich gienc,

daz er niht widersatzes vant.

(Ms. germ. fol. 1062, 39–43)
Nun sagt uns der Stricker

wer der erste Mann war,

der zu lügen und betrügen anfing

und wie sein Wille sich derart durchsetzte,

dass sich ihm kein Hindernis aufstellte.
Im Roman wird der Pfaffe Amis als erster Betrüger der Menschheit bezeichnet, vor ihm hätte es keine Lügen gegeben. Daher scheint es zunächst auch logisch, dass die Opfer des Pfaffen nichts Böses ahnen konnten, da ihnen laut den angegebenen Versen das Böse schließlich bisher noch nicht begegnet sei. Hier entsteht bereits ein erster Widerspruch innerhalb des Schwankromans: Zu Beginn des Romans wird behauptet, dass es vor den Taten Amis' keine Lügen gegeben hätte. In der zweiten Episode, die Kirchweihpredigt, veranlasst Amis die Ehebrecherinnen dazu, ihr gesamtes Vermögen zu spenden. Der Betrug des Ehebruch hat also schon vor dem Auftreten des Pfaffen stattgefunden und widerspricht sich dadurch mit der Behauptung des Epilogs, dass Amis der erste Betrüger gewesen sei.
Ein weiteres Moment der Komik wird im folgenden Beispiel deutlich: Der Gelderwerb des Pfaffen Amis geschieht nicht aus einer finanziellen Notlage heraus oder dient etwa weiteren Schandtaten. Er benötigt das Geld zur Versorgung seiner Gäste, deren Anzahl im Laufe der Zeit immer höher wird. Er hat den Anspruch an sich, sie großzügig zu bewirten und zu versorgen. Sie sollen es gut bei ihm haben und sich wohlfühlen.
Er was vil miltes mutes.

Dar umme sulle wir preisen

den Pfaffen Ameisen,

swie verre er fur in daz lant,

daz man zu allen ziten vant

grozen rat in sinem hus.

(Cpg 341, 2250–2255)
Er zeigte sich sehr freigebig.

Darum sollen wir

den Pfaffen Amis preisen,

dass, auch wenn er in die Länder zog,

man zu jeder Zeit

in seinem Haus viele Nahrungsmittel fand.
Der Pfaffe wird hier als lobenswert beschrieben, weil man in seinem Haus stets gut versorgt ist. Der Leser hat den Eindruck, als würde der Erzähler an dieser Stelle die bisher stattgefundenen Schandtaten negieren.
er was der buoche ein wise man

und vergap so gar swaz er gewan,

beidiu durch ere und durch got,

daz er der milte gebot

ze keiner zit übergie.

(Ms. germ. fol. 1062, 47–51)
Er war durch die Bücher ein weiser Mann

und verschenkte vollständig, was auch immer er erwarb,

sowohl durch Ansehen als auch durch Gott,

so dass er das Gebot der Freigebigkeit

zu keiner Zeit vernachlässigte.
Diese Freigebigkeit (mhd. milte) ist in der Zeit vom 11. bis zum 13. Jahrhundert eine ehrenwerte und ritterliche Tugend sowie ein Bestandteil des christlichen Wertesystems des Mittelalters. Einerseits ist der Pfaffe also ein lobenswerter Mann, da er alles dafür tut, dass es anderen Menschen, seinen Gästen, gut geht. Doch andererseits müssen bestimmte Personen, die Naiven und Einfältigen, darunter leiden, dass der Pfaffe Amis seinen Gewinn aus ihrer Dummheit zieht. Dadurch, dass hier gegensätzliches Verhalten, nämlich kriminelles und großzügiges zugleich, von einer einzigen Person gezeigt wird, kommt es zu einem weiteren ironischen Moment.
Allgemein ist es jedoch schwer, in diesem Roman Ernst und Komik klar voneinander abzugrenzen. Die Episoden können einerseits als humoristische Schwänke gelesen werden, die der Autor zur reinen Unterhaltung des Lesers schrieb. Andererseits, wenn man dem Stricker eine moralisierende Absicht unterstellt, kann das Werk ebenso als ernsthafte Belehrung verstanden werden. Hierbei liegt es eindeutig an der Sichtweise des Lesers, ob er sich über die Taten des Pfaffen empört oder amüsiert. In diesem Punkt gehen auch die Meinungen und Empfindungen der Wissenschaftler auseinander. Denn auch in der Forschung existieren verschiedene Überlegungen darüber, was der Stricker mit seinem Schwankroman beabsichtigte. Wissenschaftler haben verschiedene Ansichten darüber, ob die Figur Amis nun als gut oder böse anzusehen ist. Die Meinungen darüber gehen weit auseinander, da hier sehr unterschiedlich argumentiert wird. Ein Teil der Forscher unterstreicht eine positive Sichtweise auf den Protagonisten durch ihre milde Wortwahl in Bezug auf den Pfaffen Amis. Dieser sei kein „Bösewicht“, sondern vielmehr „ein Fuchs, ein Filou, ein Schlitzohr“. Die Planungen seiner Taten werden als „strategisches Denken“ bezeichnet, das nicht als unchristlich bewertet werden müsse. Andere Wissenschaftler hingegen machen durch ihre Worte deutlich, wie sie den Titelhelden sehen: Amis sei ein „Getriebener“ und „ein negativer Titelheld“. Seine Schlauheit sei kein positiver Charakterzug, sondern eine äußerst „skrupellose“ sei. Unter anderem wird sein Werk auch als „ein negativ-warnendes Beispiel für die sündige Verfaßtheit der Welt“ bezeichnet. Durch diese verschiedenen Perspektiven auf den Titelhelden wird deutlich, dass die Auseinandersetzung mit der Figur Amis die wissenschaftlichen Ansichten spaltet, und die Vermutung liegt nahe, dass es hierbei ebenso an den unterschiedlichen Blickwinkeln liegt, von denen aus die einzelnen Wissenschaftler auf den Titelhelden schauen. Die Diskussion über „gut“ und „böse“ ist so gesehen ein voller Erfolg des Autors, denn die Spannung zwischen „guten“ und „bösen“ Charaktereigenschaften des Pfaffen Amis ist beabsichtigt und soll provozieren.
Diese Provokation, und damit auch die Komik, wird dadurch verstärkt, dass es sich bei dem Täter um eine Person der Kirche handelt. Durch mehrere Passagen wird im Text betont, dass der im Roman als erster Betrüger der Menschheit bezeichnete Pfaffe sich in Bezug auf die Einhaltung kirchlicher Regeln sehr prinzipiengetreu verhält. Ein Beispiel hierfür ist die Episode mit den Fischen im Brunnen: Die Handlung spielt sich an einem Freitag ab. Amis möchte nichts anderes als Fisch vorgesetzt bekommen, wie es freitags für einen wahren Christen üblich ist. Der Höhepunkt des Gegensatzes vollzieht sich im Epilog des Romans. Hier wird deutlich gemacht, dass Amis' Taten sogar von Gott nicht als Sünden ausgelegt werden:
do gedient der phaffe Amis daz

daz im daz ewige leben

nach disem libe wart gegeben.

(Ms. germ. fol. 1062, 2508–2510)
Da verdiente sich der Pfaffe Amis,

dass ihm das ewige Leben

nach diesem Leben gegeben wurde.
Wenn er durch Gott ein Leben über den Tod hinaus erlangt, wird sein gesamtes Vorgehen von der Kirche nicht als sündhaft angesehen. Im Gegenteil wird er der Kirche durch seine listige Klugheit und sein Vermögen sogar nützlich. Somit stellt es auch keine Schwierigkeit dar, dass er gern im Kloster aufgenommen wird.
In der Diskussion um die Tugend- und Lasterhaftigkeit des Pfaffen Amis fehlt bisher noch eine kritische Betrachtung der Kirchennormen. Denn es mag dem Leser möglicherweise nicht einleuchten, dass hier jemand das ewige Leben erlangt, nachdem er viele Menschen betrogen und den Nutzen aus ihrer Einfältigkeit gezogen hat. Die strenge Einhaltung der kirchlichen Regeln, wie zum Beispiel freitags Fisch zu essen, kann nicht jeden begangenen Betrug wieder vergessen machen. Denn hierbei darf nicht vergessen werden, dass der Pfaffe Amis permanent eines der Zehn Gebote bricht: „Du sollst nicht falsch gegen deinen Nächsten aussagen.“ Dieser Widerspruch ist auch wieder als ein weiteres beabsichtigtes, ironisches Element des Schwankromans zu betrachten.
Allgemein wird deutlich, dass der Inhalt des Schwankromans nicht allzu kritisch betrachtet werden darf. Der Stricker beabsichtigte die Provokation und Komik durch den Einsatz einer kirchlichen Figur, die sich ambivalent in Bezug auf die christlichen Normen verhält. Im Hinblick auf den erhitzten Diskurs der Wissenschaftler wird deutlich, dass der Stricker mit dieser Intention erfolgreich war, denn die Debatte hält noch bis heute an.

## Überlieferung
Es gibt dreizehn Bearbeitungen des Pfaffen Amis, die in zehn Handschriften, zwei Fragmenten und einem Druck überliefert sind. Im Folgenden sind die Textzeugen in chronologischer Reihenfolge nach ihrer Entstehungszeit aufgeführt:
| Kürzel | Handschrift/Fragment/Druck                         | Ort der Aufbewahrung                             | Form                 | Entstehungszeit     |
| ------ | -------------------------------------------------- | ------------------------------------------------ | -------------------- | ------------------- |
| R      | Ms. germ. fol. 1062                                | Staatsbibliothek Preußischer Kulturbesitz Berlin | Pergament            | Ende 13. Jhd.       |
| H      | Cod. pal. germ. 341                                | Universitätsbibliothek Heidelberg                | Pergament            | 1320–1330           |
| K      | Cod. Bodmer 72                                     | Bibliotheca Bodmeriana Cologny-Genève            | Pergament            | 1320–1330           |
| E      | Fragment 5                                         | Domarchiv Erfurt                                 | Pergamentdoppelblatt | 2. Viertel 14. Jhd. |
| B      | Ms. germ. fol. 762                                 | Staatsbibliothek Preußischer Kulturbesitz Berlin | Papier               | 1419                |
| C      | Cod. Karlsruhe 408                                 | Badische Landesbibliothek Karlsruhe              | Papier               | 1430–35             |
| G      | Cod. Chart. A 823                                  | Forschungsbibliothek Gotha                       | Papier               | 2. Hälfte 15. Jhd.  |
| S      | Hs.-Br. 5                                          | Stadt- und Kreisbibliothek Sondershausen         | Pergament            | 2. Hälfte 15. Jhd.  |
| Z      | Ms, S. 318                                         | Zentralbibliothek Zürich                         | Papier               | 1479–1536           |
| P      | Rar. 422                                           | Bayerische Staatsbibliothek München              | Druck                | Ende 15. Jhd.       |
| A      | Cod. Ser. Nov. 2663                                | Österreichische Nationalbibliothek Wien          | Pergament            | 1504–16             |
| V      | Valentin Holls Handschrift (Bibliothek Merkel 966) | Germanisches Nationalmuseum Nürnberg             | Papier               | 1524–26             |
| J      | Ms. germ. quart. 781/1                             | Staatsbibliothek Preußischer Kulturbesitz Berlin | Papier               | 1807                |

Es werden zwei Fassungen des Pfaffen Amis unterschieden. Eine Fassung wird nur durch die Handschrift R vertreten, alle anderen Textzeugen werden als sogenannte Vulgatafassung bezeichnet. Hierbei ist nicht eindeutig, welche der beiden Fassungen auf den Stricker zurückzuführen ist.

## Einordnung ins Werk des Autors
Der Stricker ist nicht nur für diesen Roman bekannt, sondern auch für seine Erzählungen, Fabeln und Mären. Der Pfaffe Amis stellt eine Aneinanderreihung von einzelnen Mären dar, daher kann auch von einem Schwankzyklus gesprochen werden. Auch die anderen Werke des Strickers handeln vom einfachen, bürgerlichen Menschen. Dieses steht im Gegensatz zu den damaligen höfischen Romanen, die von Rittern und Königen erzählen. In seinen geistlichen Reden ergreift der Stricker Partei für die Amtskirche und die Landesherrschaft.
Der Stricker war nicht nur in der Volksdichtung bewandert, auch die höfische Dichtung sowie die Kirchendichtung gehören zu seinen Werken.

## Stellung in der Literaturgeschichte
Der Pfaffe Amis ist der erste deutsche Schwankroman. Er diente im Spätmittelalter als Vorlage für weitere bekannte Schwankerzählungen. Der Pfaffe von Kalenberg, Neithart Fuchs und Ulenspiegel folgen dem Muster und teilweise auch den Inhalten des Pfaffen Amis.
Dieses Werk stellt durch seine Neuartigkeit einen literarischen Wechsel von der Klassik zur Nachklassik dar. In der Klassik, die hier den Schaffenszeitraum der höfischen Epik des hohen Mittelalters meint, behandelte man vorrangig Heldengeschichten und Sagen. Der Kreis der Rezipienten bestand ausschließlich aus Angehörigen des höfischen Adels, der die Erzählkunst damals sehr unterstützte. Doch nun wurde Literatur nicht mehr allein für den höfischen Adel betrieben und der Stricker bricht die bisherigen Schreibnormen dessen auf.
Vermutlich war der Stricker ein fahrender Künstler, der von Ort zu Ort zog, um seine Erzählungen und seinen Gesang vorzutragen. Sein Publikum bestand zum Großteil aus höfischer Gesellschaft, aber auch Angehörige der Kirche und des niederen Landadels gehörten zum Kreis der Rezipienten.
Dadurch, dass der Pfaffe Amis als Gattungsmuster des Schwankromans gilt, konnte diese Erzählung eine große Wirkung erzielen. Es folgten im Spätmittelalter und in der frühen Neuzeit viele weitere Schwankzyklen dieser Art, welche als erfolgreichste Werke dieser Zeit gelten. Zu nennen sind hierbei der Pfaffe von Kalenberg, Bruder Rausch, Peter Lew und der bekannte Ulenspiegel.